# Vicente Caltañazor
Vicente Caltañazor Aznar (Madrid,10 de noviembre de 1814- Madrid, 22 de marzo de 1895) fue un actor,tenor cómico y director teatral español.

## Biografía
Nacido en Madrid en 1814, hizo sus primeros estudios en el seminario de San Isidro el Real, con los jesuitas. La difícil situación de su familia por un lado, y su gran afición al teatro, por otro, le llevaron a la escena apareciendo en el año 1837 en el Principal de Zaragoza, donde obtuvo una acogida favorable. Siguió trabajando como actor cómico, con éxito creciente. En 1845 ejercía como director de la compañía que actuaba en el teatro del Instituto, de Madrid, con las actrices Concha Ruiz, la Pamies, y las hermanas Flores. En él estrenó La Venganza de Alifonso, y El Sacristán de San Lorenzo, parodias de las famosas óperas Lucrecia y Lucía, que despertaron la afición del público español por la zarzuela. En el teatro de la Cruz realizó brillantes temporadas, conquistando el favor del público. El ensayo hecho en el teatro del Instituto, y más tarde el estreno en el de Variedades de la zarzuela El Duende, letra de Luis Olona y música del maestro Hernando, que se cantó más de sesenta noches, dieron nuevo empuje al género lírico, que bien pronto se estableció en el teatro de los Basilios (Lope de Vega), y más tarde en el del Lírico (1852), construyéndose de nueva planta el de la Zarzuela (1856), dedicado á este espectáculo. Habría sido, más que tenor cómico, el verdadero sostenedor de la zarzuela. Creó los personajes más cómicos del repertorio, desde el aldeano Colás de El valle de Andorra, hasta el ridículo conde de El Molinero de Subiza, desde el graciosísimo lego de Los magyares, al encopetado ministro de Los diamantes de la corona, y desde el ladino abate de Pan y toros, al aristocrático marqués de El dominó azul. Falleció en marzo de 1895.